# 365190 Kenting
365190 Kenting è un asteroide della fascia principale. Scoperto nel 2009, presenta un'orbita caratterizzata da un semiasse maggiore pari a 2,3959280 au e da un'eccentricità di 0,1411567, inclinata di 2,43645° rispetto all'eclittica.
L'asteroide è dedicato all'omonimo parco nazionale taiwanese.